# 朱衣 (萬曆進士)
朱衣（1541年—1612年），字章夫，號覲墀，陝西岷州衛人，軍籍，明朝政治人物。同進士出身。

## 生平
萬曆元年（1573年）癸酉科陝西鄉試第四十五名舉人，萬曆二年（1574年）中式甲戌科會試第二百六名，二甲第六十七名進士。授刑部广东司主事，转兵部职方司主事，历本司员外、郎中，升山西潞安府知府，十三年（1585年）六月升山東按察司副使、兵備薊州。

## 家族
曾祖朱璉；祖父朱錦；父朱廷臣，縣主簿。前母劉氏；母張氏。永感下。兄冠、冕。